# Droga wojewódzka nr 453
Droga wojewódzka nr 453 (DW453) – dawna droga wojewódzka łącząca stację kolejową Sołtysowice z drogą krajową nr 5.
Droga na całej długości pozbawiona została kategorii drogi wojewódzkiej na mocy uchwały Sejmiku Województwa Dolnośląskiego z 12 września 2019 roku.

## Miejscowości leżące przy trasie DW453
- Wrocław (DK5)